# 耶律鋳
耶律 鋳（やりつ ちゅう、1221年 - 1285年）は、モンゴル帝国及び大元ウルスに仕えた官僚。字は成仲。

## 概要
耶律鋳の家系はキタイ帝国（遼朝）の皇族に連なる名家で、金朝が興ると代々高官を輩出していたが、耶律鋳の父の耶律楚材の代からモンゴル帝国に仕えるようになった。耶律楚材には金朝に仕えていた頃に娶った梁氏という妻とその間に生まれた耶律鉉という息子がいたが、モンゴル帝国に仕えるようになった頃に生き別れ、入れ替わるようにして娶った蘇氏との間に生まれたのが耶律鋳であった。1244年（甲辰）に耶律楚材が亡くなると、23歳にして父の地位を継承した。
1258年（戊午）、耶律鋳はモンケ・カアンの南宋領四川侵攻に従軍し、軍功により金鎖甲・内厩驄馬を与えられた。その後、遠征中にモンケ・カアンが急死すると、遠征軍の一部を率いるクビライと本拠地カラコルムを守るアリクブケの間で帝位継承戦争が勃発した。耶律鋳はアリクブケ派が支配する軍団の中にいたが、クビライ派が有力と見ると妻子を捨てて単身クビライの陣営を訪れてその配下に入った。ヒタイ地方（旧金朝領）では著名な耶律楚材の息子がアリクブケ陣営を見限ってクビライの下にやってきた政治的効果は大きく、中統2年（1261年）には中書省の中書左丞相に抜擢され、同年中には内戦中最大の激戦となったシムルトゥ・ノールの戦いにも従軍した。
至元2年（1265年）には宋子貞とともに山東地方に派遣され、李璮の乱を経て漢人軍閥が解体された後の後処理を行った。しかし、アリクブケが投降しクビライによる新しい国作りがスタートすると、アフマド・ファナーカティーに代表される実務に長けた官僚が重用され、耶律鋳の政治的価値は次第に低下していった。至元4年（1267年）、遂に中書左丞相から平章政事に格下げとなったが、至元5年（1268年）に「耶律公神道碑（『元史』「耶律楚材伝」の元になった文章）」が撰述されたのはこうした苦境を打破するために父の耶律楚材の事蹟を史実以上に広めたいとの思いがあったためと考えられている。至元13年（1276年）、国史の監修を命じられている。
至元19年（1282年）、アフマドらムスリム官僚の重用に不満を抱く漢人官僚と結んだ皇太子チンキムが事実上のクーデターによってアフマド一派を排除し、新たな首脳班では耶律鋳が再び中書左丞相に選ばれた。しかし、至元22年（1286年）にチンキムが死去すると、後を追うように同じ年に65歳で亡くなった。
息子は11人おり、耶律希徴・耶律希勃・耶律希亮・耶律希寛・耶律希素・耶律希固・耶律希周・耶律希光・耶律希逸らの名前が知られている。耶律鋳の文集として、『双渓酔隠集』が残されている。

## 一族
- 耶律楚材：生母・楊氏
  - 耶律鉉：楚材の長男、生母・梁氏
  - 耶律鋳：楚材の次男、生母・蘇氏
    - 耶律希亮：鋳の子